# Nizjnekamsksjina

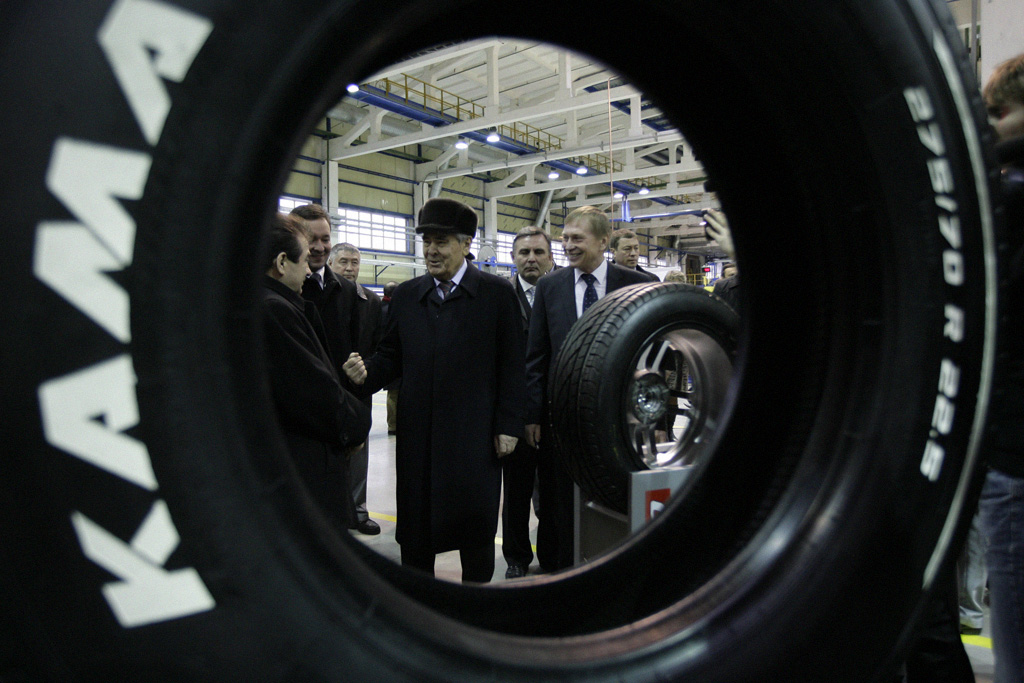
Nizjnekamsk CMK-bandenfabriek wordt geopend in Tatarije in 2009.

Kama of Nizjhnekamsksjina ("Nizjnekamskse bandenfabriek", Russisch: Нижнекамскшина of Нижнекамский шинный завод) is een Russische fabrikant van autobanden.
Het eerste product, een 13 inch binnenband voor de Lada, rolde in 1973 van de productielijn. Inmiddels worden meer dan 120 verschillende maten en modellen geproduceerd. Het bedrijf is volgens eigen opgave met een productie van ruim 13 miljoen stuks per jaar de grootste fabrikant van autobanden in Rusland en de voormalige Sovjet-Unie. Het bedrijf is gevestigd in Nizjnekamsk in de republiek Tatarstan en is onderdeel van Tatneft.
Merken van de fabrikant zijn Kama, Kama Euro en Viatti. De belangrijkste afnemers zijn AvtoVAZ (Lada) en GAZ, maar ook de fabriek van Volkswagen AG in Kaloega krijgt de banden geleverd.